# Suzana e os Anciões (1622)
Suzana e os anciões é uma pintura realizada em 1622 pela artista italiana Artemisia Gentileschi. Atualmente, está na coleção do Marquês de Exeter, Burghley House, Inglaterra. O quadro foi listado como sendo da coleção da família do marquês, pelo menos desde os anos 1700.
É uma das muitas pinturas em que Gentileschi retrata a história de Suzana a partir do Livro de Daniel.